# 成為你的Melody演唱會
《成為你的Melody演唱會》是韓國男子音樂組合BTOB每年例行舉辦的小型特別演唱會，演唱會主題會隨著每年推出的專輯有所不同。配合《成為你的Melody》企劃，會在演唱會上表演鮮少演唱的翻唱曲目或未公開的創作曲，帶來特別的演出。

## 2015年：成為你的Melody

### 場次
- 舉行日期：2015年1月18日
- 舉行國家： 首爾
- 舉行地點：KT&G 想像藝術廳

### 演出曲目
1. 喝吧！ / Rap Line
2. 蝴蝶墳墓 / Vocal Line（原唱：TAKE）
3. All of Me / 炫植（原唱：John Legend）
4. Wash Away / 旼赫 Feat. 炫植、星材（原唱：Geeks）
5. If I Die Tomorrow / 鎰勳
6. 家族照片 / 恩光（原唱：SG Wannabe）
7. 人偶 / 旼赫 & 星材（原唱：李志勳 & 申彗星）
8. 三五夜皎潔的月 / 昌燮（原唱：金相姬）
9. 一根蠟燭（原唱：g.o.d）
10. 語尾 / 星材（原唱：鄭俊日）
11. Player / 昌燮（原唱：輝星）
12. Nothing on You / Peniel Feat. 恩光、昌燮（原唱：B.o.B）

## 2016年：你和我，春天的記憶

### 場次
- 舉行日期：2016年4月30日
- 舉行國家： 首爾
- 舉行地點：YES 24 Live Hall

### 演出曲目
1. Baby You / 恩光（原唱：林世俊）
2. 眼淚嘩啦嘩啦 / 昌燮（原唱：朴正炫）
3. No Matter Where / 昌燮（原唱：M.C THE MAX）
4. 在聽嗎？ / 炫植（原唱：Swings）
5. 為了你 / 炫植（原唱：任宰範）
6. MIXTAPE / Peniel 創作曲
7. 致新娘 / Vocal Line（原唱：玻璃盒子）
8. Beautiful / 鎰勳 創作曲（原唱：PENTAGON Prod by 鎰勳）
9. 沒關係
10. killing Me
11. 空出位置

## 2017年：Like A Movie

### 場次
- 舉行日期：2017年5月7日
- 舉行國家： 首爾
- 舉行地點：YES 24 Live Hall

### 演出曲目
1. SOMEDAY
2. 老歌 / 星材（原唱：Standing Egg）
3. At The End / 昌燮
4. 什麼樣的想念 / 旼赫（原唱：李恩美）
5. 試著描繪（我所畫的畫）
6. 一再道別（サヨナラを繰り返して）
7. 來聊聊吧 / 鎰勳 Feat.炫植 創作曲
8. 三十歲左右 / 恩光（原唱：金光石）
9. About Time
10. MOVIE
11. Hello Mello

## 2018年：想念著 Melody

### 場次
- 舉行日期：2018年3月1日
- 舉行國家： 首爾
- 舉行地點：YES 24 Live Hall

### 演出曲目
1. 春天的記憶
2. Open
3. MOVIE
4. 那時 / 恩光
5. 名為你的奢侈（Amazing You） / 昌燮（原唱: 韓東根）
6. Always / 鎰勳 Feat. 星材 創作曲
7. 夢裡
8. Fly Away
9. Tell Me / 星材
10. Purple Rain / 旼赫 Feat. CHEEZE
11. 想念
12. 終曲：我們的演唱會

## 2018年：不能沒有Melody

### 場次
- 舉行日期：2018年9月1日
- 舉行國家： 首爾
- 舉行地點：YES 24 Live Hall

### 演出曲目
1. 想念
2. MOVIE
3. One Day / 昌燮（原唱：徐恩光）
4. 漸漸 / 星材 創作曲
5. 抱著你的話 / 炫植 創作曲（KBS《鍵盤上的鬣狗》原創歌曲）
6. 每一天，每一瞬間 (Every day, Every Moment) / 恩光（原唱：Paul Kim）[4]
7. Valentine / Peniel 創作曲
8. 即使幼稚 / 旼赫 創作曲（原唱：金昭喜、金相均 Prod by 旼赫）
9. Big Wave / 鎰勳 創作曲
10. Hello Mello / Rap Line
11. 如果下雨的話 / Vocal Line（BTOB–BLUE）
12. The Feeling
13. 沒有你不行

## 外部連結
- CUBE 韓國官方網站
- BTOB 日本官方網站